# Gantschach (Gemeinde Schlaiten)
Gantschach ist ein Dorf der Gemeinde Schlaiten. Die Ortschaft liegt hoch über dem Iseltal westlich des Gemeindezentrums im Bezirk Lienz in Tirol, Österreich. 

## Geographie
Gantschach liegt rund 500 Meter nordwestlich Ortszentrums von Schlaiten. Es erstreckt sich entlang der Schlaitener Straße (L289). Zum Ort gehören die Hofstellen Albiner, Anderler und Falkner. Südöstlich von Gantschach liegt der Schlaitener Ortsteil Bacherdorf, von dem Gantschach im Wesentlichen durch einen linken Zubringer des Schlaitenbachs getrennt wird. Im Norden trennt der Göriacher Bach Gantschach von der Rotte Göriach.

## Geschichte
Gantschach wird urkundlich erstmals 1385 im Musterregister im Zusammenhang mit einem Ulrich ze Ganczschach genannt. Andere Schreibweisen waren unter anderem Kantsach, Chontschach oder Canndtschach. Der Name wurde früher auch für eine Flur bzw. ein Bauerngut verwendet und 1889 erstmals aus dem Slawischen abgeleitet. Der Name soll dabei die Bedeutung das Äußerste eines Dinges, Ende, Spitze (slowenisch konec) haben. Andere Namenforscher leiten den Ortsnamen hingegen von einem mit dem slawischen Wort für Winkel (slowenisch kot) gebildeten Einwohnernamens (kotjane) ab.
Gantschach bestand 1981 aus 11 Gebäuden mit 11 Haushalten. Die Einwohnerzahl belief sich auf 60 Personen.